# 20.000 leguas de viaje sibilino
20.000 leguas de viaje sibilino es una historieta de 1996 del dibujante de cómics español Francisco Ibáñez perteneciente a la serie Mortadelo y Filemón.

## Trayectoria editorial
Firmada en 1994, apareció en 1996 directamente en el número 120 de la Colección Olé.

## Sinopsis
El Súper les encarga una misión a Mortadelo y Filemón: deben dar la vuelta al mundo pasando por Nairobi, Calcuta, Pekín y Nebraska hasta llegar a Lugo para entregar allí una llave muy importante. Además, deberán hacerlo sin utilizar medios de transporte público, ni siquiera ir por carretera, por lo que deberán ir por sus propios medios.